# Sadeh (reina)
| z · A | d · h · Z1 |

| z · A | d · h · Z1 |

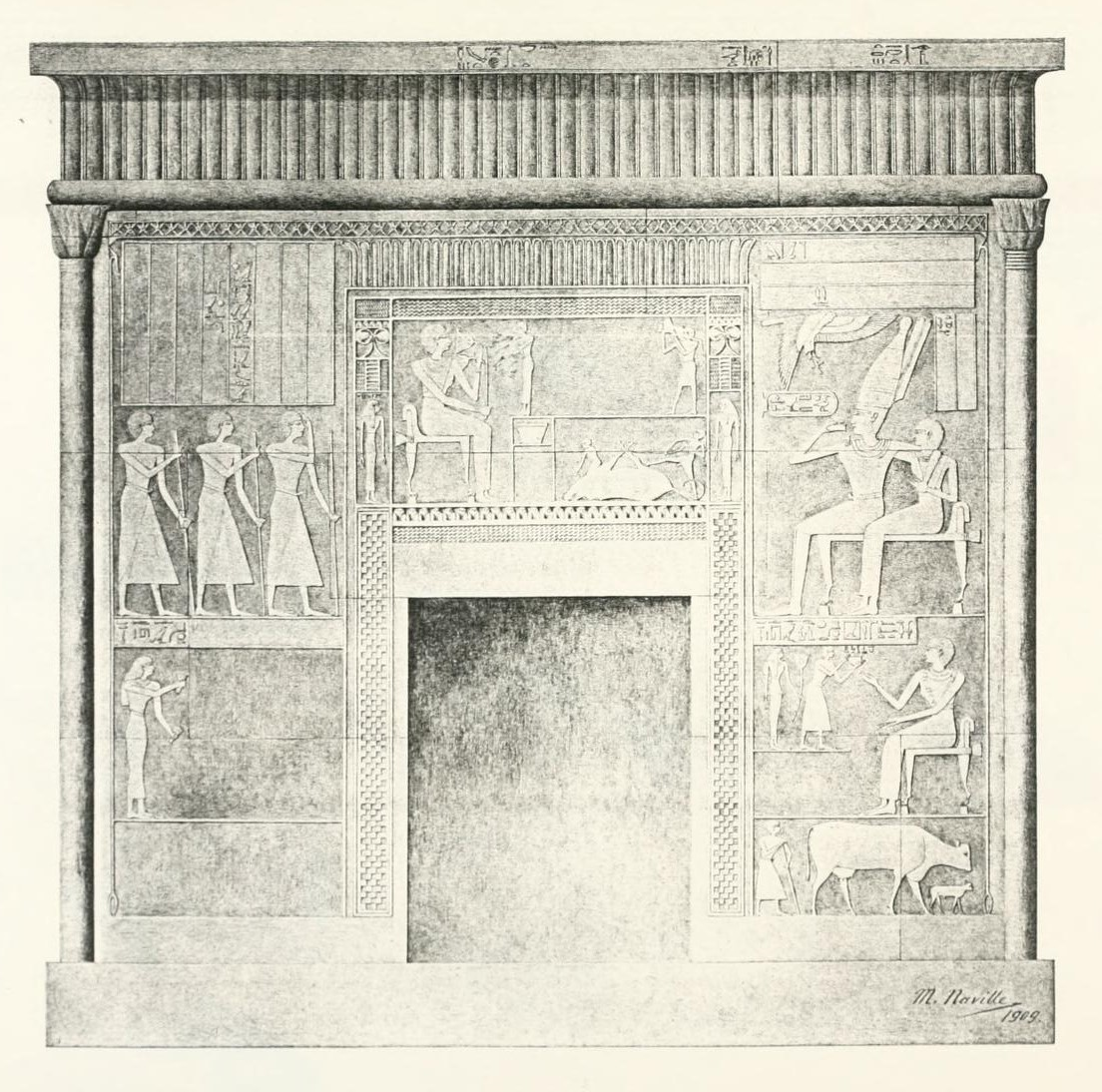
Capilla funeraria de Sadeh en Deir el-Bahari.

Sadeh o Sadhe fue una reina consorte del Antiguo Egipto, una esposa secundaria del faraón Mentuhotep II de la XI dinastía. Su tumba (DBXI.7) y la pequeña capilla decorada fue encontrada en el templo del complejo funerario de su marido en Deir el-Bahari, detrás del edificio principal, junto con las tumbas de otras cinco damas, Ashayet, Henhenet, Kawit, Kemsit y Mayet. Ella y tres de las otras portaban entre sus títulos el de reina, y la mayoría de ellas eran sacerdotisas de Hathor, así que es posible que fueran enterradas allí como parte del culto de la diosa, pero es también posible que fueran hijas de nobles que el rey quisiera mantener vigilados.
Sus títulos eran: La Esposa Amada del Rey (ḥmt-nỉswt mrỉỉ.t=f ), el Ornamento Único del rey (ẖkr.t-nỉswt wˁtỉ.t), Sacerdotisa de Hathor (ḥm.t-nṯr ḥwt-ḥrw).